# Condado de Crawford (Kansas)
El condado de Crawford (en inglés: Crawford County) es un condado en el estado estadounidense de Kansas. Según el censo de 2020, tiene una población de 38.972 habitantes.
La sede de condado es Girard. El condado fue fundado el 13 de febrero de 1867 y fue nombrado en honor a Samuel J. Crawford, el tercer Gobernador de Kansas.

## Geografía
Según la Oficina del Censo, el condado tiene un área total de 1.541 km², de la cual 1.527 km² es tierra y 14 km² es agua.

### Condados adyacentes
- Condado de Butler (norte)
- Condado de Vernon, Misuri (noreste)
- Condado de Barton, Misuri (este)
- Condado de Jasper, Misuri (sureste)
- Condado de Cherokee (sur)
- Condado de Labette (suroeste)
- Condado de Neosho (oeste)

## Demografía
En el  censo de 2000, hubo 38.242 personas, 15.504 hogares y 9.441 familias residiendo en el condado. La densidad poblacional era de 64 personas por milla cuadrada (25/km²). En el 2000 había 17.221 unidades habitacionales en una densidad de 29 por milla cuadrada (11/km²). La demografía del condado era de 93,29% blancos, 1,83% afroamericanos, 0,94% amerindios, 1,11% asiáticos, 0,09% isleños del Pacífico, 1,11% de otras razas y 1,63% de dos o más razas. 2,38% de la población era de origen hispano o latino de cualquier raza. 
La renta promedio para un hogar del condado era de $29.409 y el ingreso promedio para una familia era de $40.582. En 2000 los hombres tenían un ingreso medio de $27.881 versus $21.517 para las mujeres. La renta per cápita para el condado era de $16.245 y el 16,00% de la población estaba bajo el umbral de pobreza nacional.

## Ciudades y pueblos
| - Arcadia - Arma - Beulah | - Brazilton - Cherokee - Chicopee | - Farlington - Frontenac - Greenbush | - Hepler - McCune - Mulberry | - Pittsburg - Walnut |